# Fenech-Soler
I Fenech-Soler sono un gruppo musicale elettropop inglese formatosi nel 2006 a Kings Cliffe, Northamptonshire in Inghilterra.
Durante la loro carriera hanno pubblicato tre album, entrando anche varie volte nella Official Albums Chart e ricevendo una candidatura al Q Awards.

## Storia

### 2006-2012: Gli inizi e il primo album
I fratelli Ben Duffy e Ross Duffy, rispettivamente cantante e chitarrista, hanno collaborato fin da giovani fino a quando nel 2006 decidono di mettersi assieme professionalmente. Poco dopo si aggiunge Daniel Fenech-Soler, di origini maltesi e bassista, mentre Andrew Lindsay, il batterista del gruppo entra a far parte nel 2008. Il nome prende spunto dal cognome del bassista. Nel 2008 suonano live per alcune manifestazioni musicali come il "In The City" nell'ottobre a Manchester. Nel maggio successivo pubblicano il loro primo EP dal titolo The Cult Of Romance nel Regno Unito e Europa per la Vulture Music, collaborando per questa realizzazione con il produttore Mark Brydon. La canzone omonima è stata presentata già nel 2008 durante alcuni spettacoli e divulgata come singolo nell'estate del 2009; scoperti dal disc jockey Alan Braxe, proprietario dell'etichetta Vulture, che ha prodotto un remix inserito nel primo CD del gruppo.
Il 19 aprile 2010 viene diffuso il singolo Stop and Stare per Moda Music, firmando un contratto con l'etichetta discografica B-Unique Records in previsione del primo compact disc. Questo viene pubblicato nel settembre del 2010 dal titolo omonimo al gruppo con la messa in commercio di tre singoli estratti, tra cui Stop and Stare che è stato accolto positivamente dal disc jockey di BBC Radio 1, Greg James. Successivamente, iniziano un tour per il Regno Unito nell'ottobre del 2010 e nel mese successivo suonano al Akab di Roma, mentre avrebbero dovuto cantare al Circolo Arci Magnolia di Milano, annullando il concerto qualche settimana prima. Inoltre, la canzone Demons, pubblicata come singolo il 4 febbraio 2011, è stata scelta dall'emittente olandese NOS come sigla per le trasmissioni della UEFA Champions League 2010-2011. Il disco raggiunge la posizione numero 85 nella Official Albums Chart del Regno Unito.
Il 13 marzo 2011 è stato annunciato che a Ben Duffy, membro della band, gli è stato diagnosticato un tumore del testicolo e che avrebbe dovuto iniziare una serie di sedute di chemioterapia. Per questo motivo, è stato cancellato il tour di nove date previste in giro per il Regno Unito. La malattia è stata scoperta nelle sue fasi iniziali e dopo due mesi è stato dichiarato che il trattamento è andato a buon fine. La band è tornata con un programma estivo di concerti in ventitré festival, tra cui il Glastonbury Festival, V Festival e tenendo un concerto anche a Colonia. Fenech-Soler ha donato tutti i proventi del 18 aprile 2011 del singolo Stop and Stare alla associazione Teenage Cancer Trust. Nello stesso anno il gruppo supporta per alcuni concerti di White Lies, Kelis, Robyn e Example e annunciano di essere già al lavoro per un secondo lavoro in studio.
Da qui e fino all'ottobre del 2012, la band è in pausa, quando annuncia la pubblicazione di nuovo materiale.

### 2013-presente: il secondo album e i successivi sviluppi
Il primo luglio 2013 viene messo in commercio il nuovo singolo Magnetic che preannuncia il secondo album in studio dal titolo Rituals, pubblicato il 13 settembre del 2013 con successivo tour promozionale nel Regno Unito nel novembre dello stesso anno. Il disco, registrato l'anno precedente, è stato messo in vendita anche in Giappone, Australia, Benelux, Francia, Messico e altri paesi da Warner Bros. Records, con cui hanno firmato nello stesso anno. Al disco ha collaborato anche il duo The Chainsmokers. Nello stesso anno partecipano all'apple Music Festival come supporter ai Paramore. Nel 2014 hanno suonato alla cerimonia di premiazione durante le XXII Giochi olimpici invernali di Soči.
Successivamente il bassista e il bassista decidono di abbandonare il gruppo, così i due fratelli decidono di trasferirsi a Los Angeles, provando nuova musica con Jacknife Lee. Dopo alcuni anni di assenza, nel 2016 producono un extended play dal titolo Kaleidoscope EP che precede la pubblicazione del disco Zilla del 2017. Per presentare l'album si è tenuto una tournée negli Stati Uniti con alcuni concerti sold out. Il duo ha anche suonato nel marzo del 2017 in diverse località del Regno Unito e della Germania.
Agli inizi del 2018 hanno tenuto alcune date negli Stati Uniti d'America. A partire dal 2018 non risultano nuove pubblicazione da parte del duo musicale.

## Altre attività
Oltre all'aver pubblicato album discografici, singoli e aver suonato in varie occasioni, il gruppo ha realizzato anche alcuni remix, tra cui Self Control di Jade Williams, Kickstarts di Example, MY KZ, YR BF di Everything Everything e Hollywood di Marina and the Diamonds, quest'ultima nel gennaio del 2010.
Il gruppo ha collaborato alla scrittura della canzone Paper Romance di Groove Armada, inserito nell'album di quest'ultima dal titolo Black Light.

## Stile ed influenza musicale
Lo stesso gruppo cita Dangerous di Michael Jackson come la loro prima fonte di ispirazione. Secondo la critica, il loro sound si avvicina a quello elettronico di Vitalic, al gruppo australiano Cut Copy o ai francesi Daft Punk e Phoenix, apprezzando anche la resa live dei propri concerti.
Rispetto ai primi due album, Kaleidoscope EP e Zilla rappresentano nuovi suoni per la band.

## Formazione

### Formazione attuale
- Ben Duffy - voce, tastiera (2006-presente)
- Ross Duffy - chitarra (2006-presente)

### Ex componenti
- Daniel Fenech-Soler - basso, tastiera (2006-2016)
- Andrew Lindsay - batteria (2008-2016)

## Discografia

### Album
- 2010 - Fenech-Soler (B-Unique Records)
- 2013 - Rituals (B-Unique Records/Warner Bros. Records)
- 2017 - Zilla (So Recordings)

### Extended play
- 2009 - The Cult of Romance (Vulture Records)
- 2010 - White Versions  (Moda Music)
- 2013 - iTunes Festival: London 2013 (B-Unique Records)
- 2014 - Stop and Stare (SBMC)
- 2014 - Remix EP (So Recordings)
- 2014 - Glow EP (So Recordings)
- 2016 - Kaleidoscope EP (So Recordings)
- 2017 - Covers EP (So Recordings)

### Singoli
- 2009 - Lies (Moda Music)
- 2010 - Stop and Stare (Moda Music)
- 2010 - Lies (B-Unique Records/Warner Bros. Records)
- 2011 - Demons (B-Unique Records/Warner Bros. Records)
- 2011 - Stop and Stare (B-Unique Records/Warner Bros. Records)
- 2012 - All I Know (B-Unique Records/Warner Bros. Records)
- 2013 - Magnetic (B-Unique Records/Warner Bros. Records)
- 2013 - Last Forever (B-Unique Records/Warner Bros. Records)

## Riconoscimenti
Q Awards
- 2010 - Nomination[33]

Independent Music Awards
- 2011 - Nomination - Dance/Elettronica - Lies[34]